# Sergio Liani
Sergio Liani (Roma, 3 agosto 1943) è un ex ostacolista italiano, specializzato nei 110 metri ostacoli. In carriera ha conquistato quattro medaglie in manifestazioni internazionali di atletica leggera.

## Biografia
La sua miglior prestazione manuale è stata di 13"6, ottenuta nel giugno 1971 a Praga e quella elettronica è stata di 13"79 ottenuta ai campionati italiani assoluti nel luglio 1977 a Roma all'età di 34 anni.
Liani è stato campione italiano nei 110 metri ostacoli negli anni 1970, '71, '73 e '77 e campione indoor nei 60 metri ostacoli nel 1970, 1971 e 1979. Ha vestito per 52 volte la maglia azzurra nel periodo tra il 1965 ed il 1979.
Ha partecipato ai Giochi olimpici nel 1968 a Città del Messico (tempo: 14"0) e nel 1972 a Monaco di Baviera (tempo: 13"90). In entrambe le occasioni è riuscito ad arrivare alle semifinali. Terminata la carriera agonistica ha insegnato educazione fisica nei licei romani e svolto il ruolo di allenatore allenando tra gli altri i figli di Roberto Frinolli, Giuseppe Gentile e Eddy Ottoz.

## Palmarès
| Anno | Manifestazione          | Sede              | Evento   | Risultato    | Prestazione | Note |
| ---- | ----------------------- | ----------------- | -------- | ------------ | ----------- | ---- |
| 1966 | Europei                 | Budapest          | 110 m hs | 6º           |             |      |
| 1967 | Giochi del Mediterraneo | Tunisi            | 110 m hs | Argento      |             |      |
| 1967 | Universiadi             | Tokio             | 110 m hs | 7º           |             |      |
| 1967 | Europei indoor          | Praga             | 50 m hs  | elim. semif. |             |      |
| 1968 | Europei indoor          | Madrid            | 50 m hs  | elim. semif. |             |      |
| 1968 | Olimpiadi               | Città del Messico | 110 m hs | elim. semif. | 14"09       |      |
| 1969 | Europei                 | Atene             | 110 m hs | 8º           |             |      |
| 1969 | Europei indoor          | Belgrado          | 50 m hs  | 4º           |             |      |
| 1970 | Universiadi             | Torino            | 110 m hs | Bronzo       |             |      |
| 1970 | Europei indoor          | Vienna            | 60 m hs  |              |             |      |
| 1971 | Europei indoor          | Sofia             | 60 m hs  | Bronzo       | 7"9         |      |
| 1971 | Europei                 | Helsinki          | 110 m hs | 6º           |             |      |
| 1971 | Giochi del Mediterraneo | Smirne            | 110 m hs | Argento      |             |      |
| 1972 | Olimpiadi               | Monaco di Baviera | 110 m hs | elim. semif. | 13"90       |      |
| 1973 | Europei indoor          | Rotterdam         | 60 m hs  |              |             |      |
| 1974 | Europei                 | Roma              | 110 m hs |              |             |      |

## Campionati nazionali
1970
- Oro ai campionati italiani, 110 metri ostacoli
- Oro ai campionati italiani indoor, 60 metri ostacoli

1971
- Oro ai campionati italiani, 110 metri ostacoli
- Oro ai campionati italiani indoor, 60 metri ostacoli

1973
- Oro ai campionati italiani, 110 metri ostacoli

1977
- Oro ai campionati italiani, 110 metri ostacoli

1979
- Oro ai campionati italiani indoor, 60 metri ostacoli